# Katrin Rohde

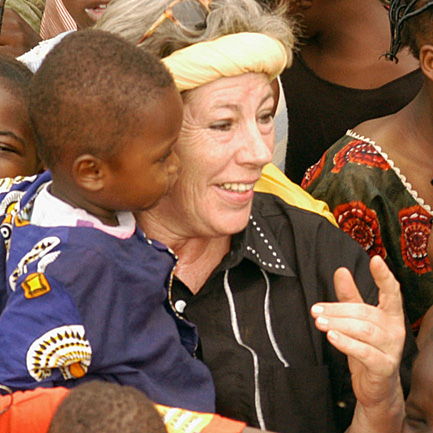
Katrin Rohde mit Waisenkind, 2005, Ouagadougou

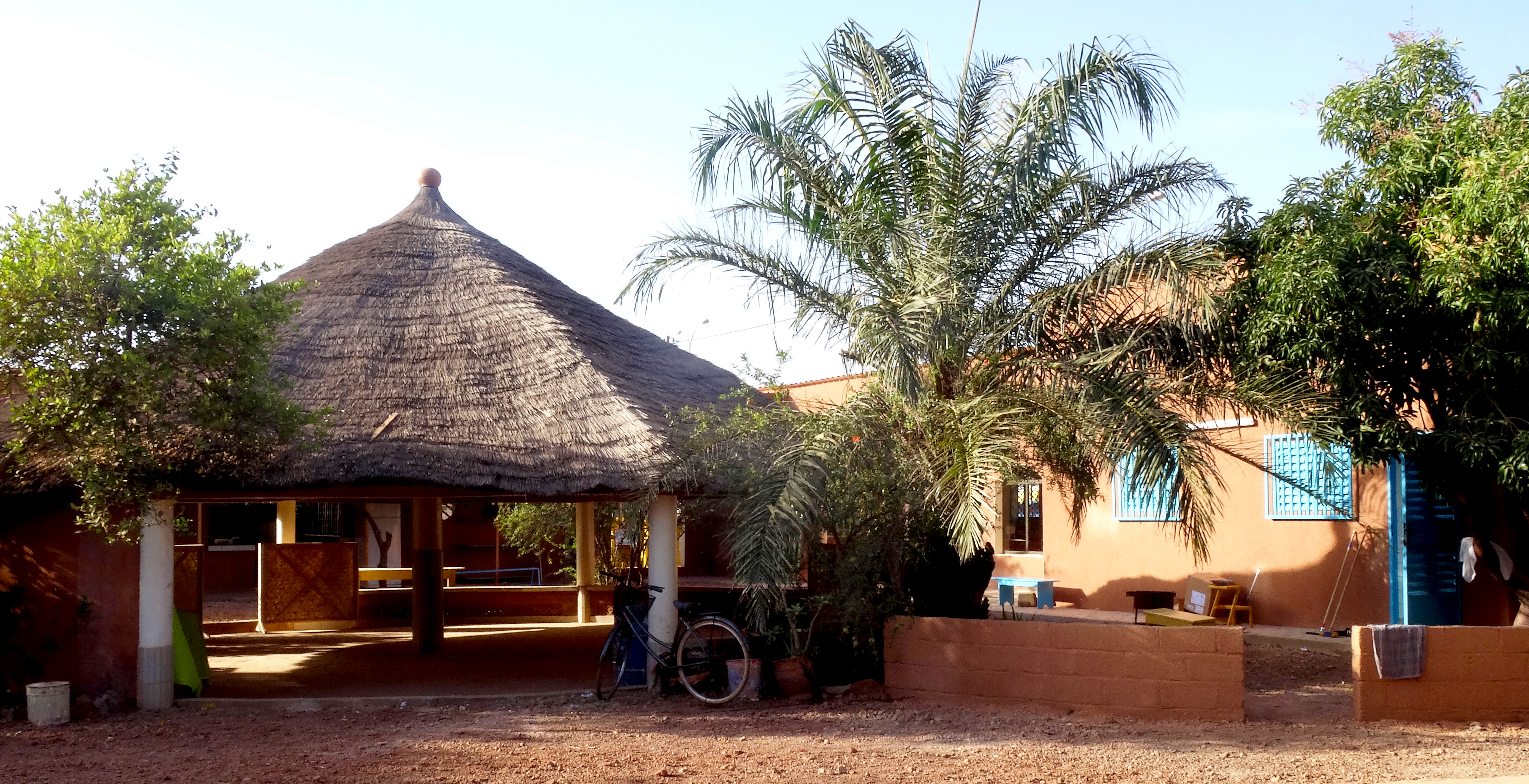
Innenhof von AMPO

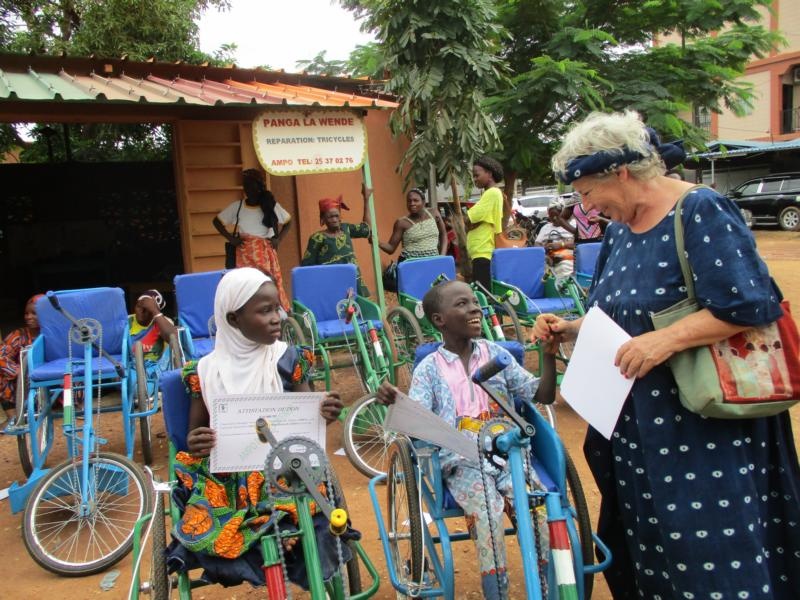
Katrin Rohde übergibt umgebaute maßangefertigte Rollstühle

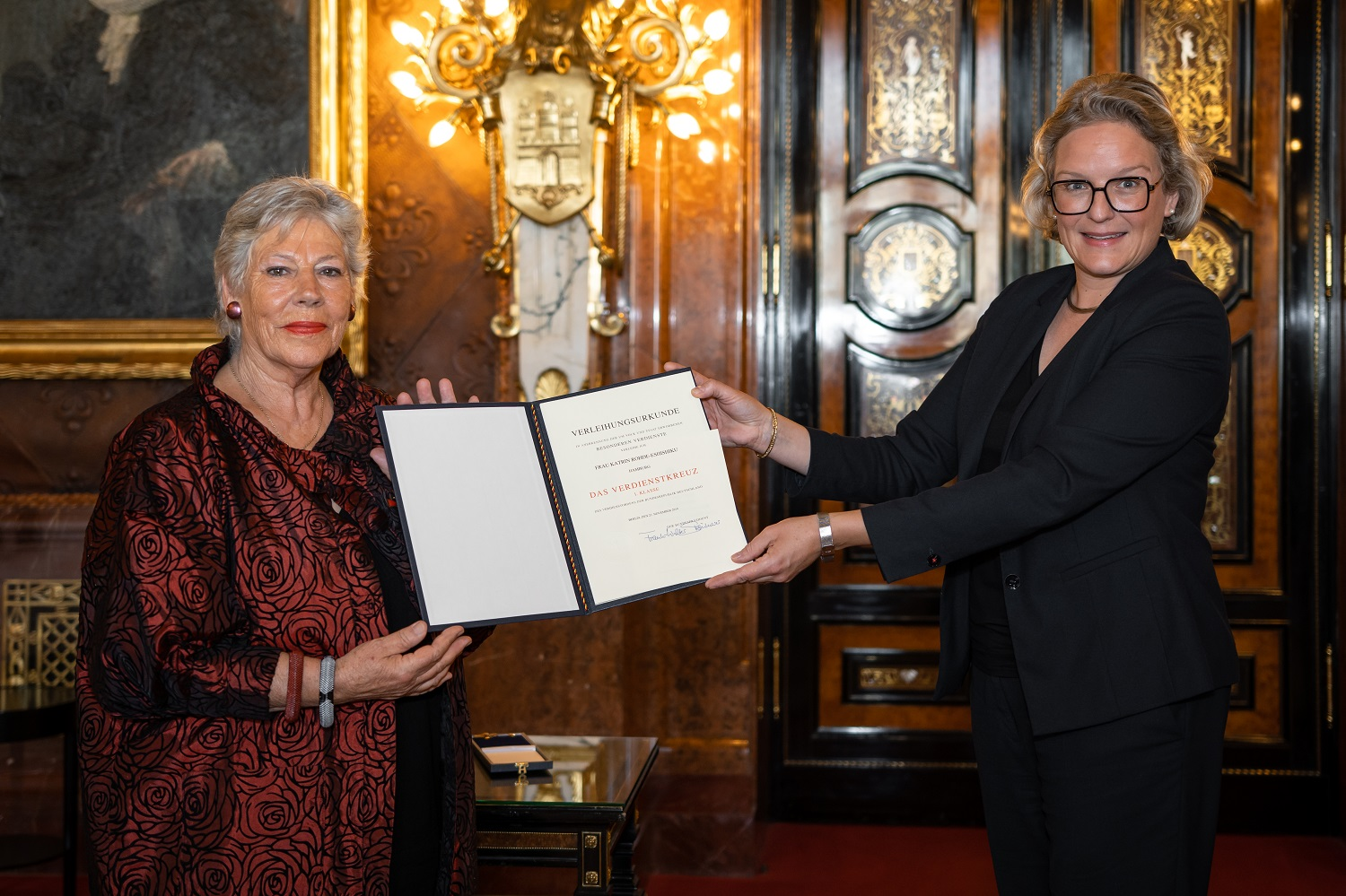
31. August 2020: Katrin Rohde erhält ihre Urkunde von Staatsrätin Almut Möller für das Bundesverdienstkreuz 1. Klasse.

Katrin Rohde-Eshishiku (* 4. Juni 1948 in Hamburg) ist die Gründerin sozialer Projekte in Ouagadougou, Burkina Faso.

## Leben und Projekte
Im Alter von 24 Jahren übernahm sie ihre erste Buchhandlung. Im Zuge ihres Engagements für afrikanische Asylwerber in Schleswig-Holstein kam sie 1988 zum ersten Mal nach Burkina Faso und erkrankte bei dieser Reise schwer. Aus Dankbarkeit gegenüber dem Dorf, in dem sie gesundgepflegt wurde, sammelte sie in Deutschland Spenden für einen Schulbau und reiste in der Folge weitere Male nach Burkina Faso.
1995 verkaufte Katrin Rohde ihre beiden Buchhandlungen in Plön und Preetz und übersiedelte nach Ouagadougou in Burkina Faso, wo sie anfangs Straßenkinder in ihrem Haus betreute. 1996 gründete sie den burkinischen Verein Association Managré Nooma pour la Protection des Orphelins (A.M.P.O.) und verwirklichte folgende Projekte in Ouagadougou (Zeittafel Stand 2019):
- 1996 Das erste Waisenhaus wird eröffnet, hier lebten anfangs 29 Jungen. Heute sind es bis zu 60 Jungen zwischen 6 und 18 Jahren.
- 1998 Eröffnung einer öffentlichen, staatlich anerkannten Krankenstation.
- 1999 Eröffnung des Mädchenwaisenhauses AMPO Filles für bis zu 60 Mädchen im Alter von 6–18 Jahren.
- 1999 P.P.Filles nimmt die Beratungstätigkeit über Familienplanung, AIDS-Prävention und Beschneidung für Mädchen und Frauen auf.
- 2002 Katrin Rohde schreibt ihr Buch „Mama Tenga – mein afrikanisches Leben“, die Erstausgabe erscheint bei Kiepenheuer & Witsch
- 2003 Eröffnung des Hauses MIA, welches minderjährige Mädchen, schwanger und HIV-infiziert, samt ihren Kindern aufnimmt.
- 2004 Das Cinémobile führt Aufklärungsfilme in weit entfernten Dörfern vor und zählt jährlich zahlreiche Zuschauer.
- 2005 Eröffnung der Landwirtschaftsschule TONDTENGA zur Verhinderung von Landflucht. Bis zu 80 Jungen erlernen Biolandwirtschaft und Viehzucht.
- 2008 Das Haus ALMA gibt, wie das Haus MIA, weiteren 20 minderjährigen verstoßenen Mädchen ein Zuhause.
- 2008 Die mobile Rollstuhlwerkstatt erreicht auch Menschen mit Behinderung in abgelegenen Gebieten auf dem Land.
- 2009 Die Krankenstation wird um Gynäkologiestation, Zahnarztabteilung und Rehastation erweitert.
- 2010 Einführung des Ernährungsprojektes für Mütter und ihre unterernährten Kinder und Babys.
- 2012 Eröffnung des Mehrgenerationenhofes EMMA YIRI.
- 2013 Mikrokredite ermöglichen Frauengruppen eine Selbständigkeit.
- 2015 Zusammenlegung der Frauenhäuser MIA und ALMA auf dem Gelände des Mehrgenerationenhofs. EMMA YIRI wird geschlossen.
- 2017 Eröffnung des Wohnheims für männliche Auszubildende – BENGA ZAKA
- 2022 Erweiterung der AMPO-Krankenstation

Ihre Tätigkeiten und der Verein A.M.P.O. wurden unterstützt und finanziert durch den in Schleswig-Holstein ansässigen Verein Sahel e. V. und den 2013 in Berlin gegründeten Verein Freunde für AMPO e. V. Zum 1. Januar 2020 wurde der Verein Sahel e. V. in AMPO international e. V. umbenannt. Um die Zusammenarbeit der Vereine effizienter zu gestalten, fand eine Fusion beider Vereine statt. Die Plöner Geschäftsstelle wurde geschlossen und eine neue Geschäftsstelle in Berlin eröffnet. Zusätzlich hat Katrin Rohde im Jahr 2005 die Katrin Rohde-Stiftung zur langfristigen Sicherung der Projekte gegründet.
Im Aufbau befindet sich die Katrin Rohde-Foundation in New York, USA.
Weiterhin gründete sich der Verein AMPO Danmark in Aarhus, Dänemark.

## Ehrungen

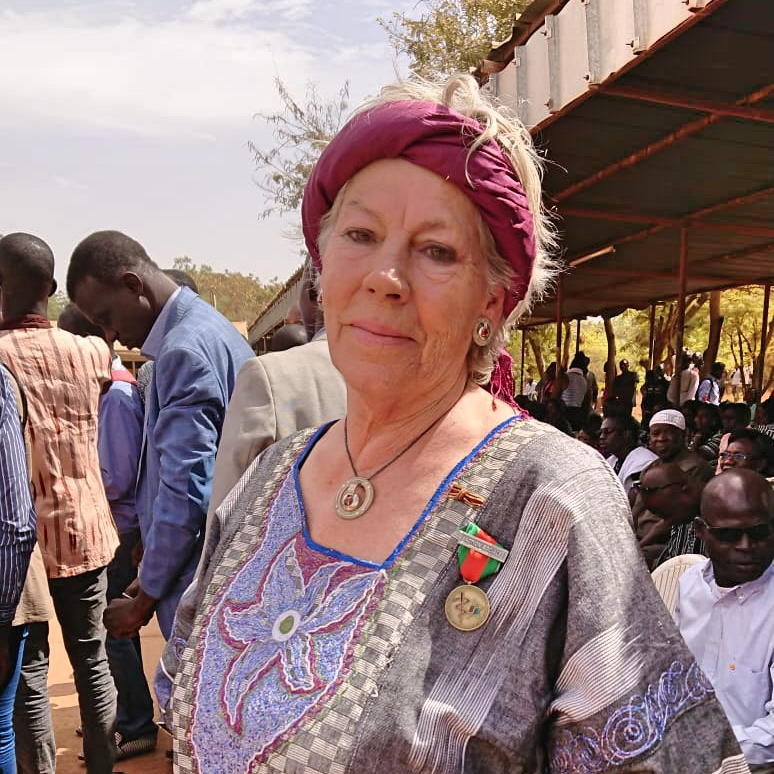
Ouagadougou 2019, Katrin Rohde erhält den Verdienstorden Burkina Fasos

- 2001 Auszeichnung mit dem Bundesverdienstkreuz am Bande[7]
- 2005 Nominierung im Rahmen von 1000 Frauen für den Friedensnobelpreis 2005 für den Friedensnobelpreis
- 2005 Auszeichnung als „Chevalier de l´Ordre du Mérite Burkinabé“
- 2009 Ehrenurkunde vom Orden der Mutter Teresa
- 2011 Ernennung zur Ashoka-Fellow[8]
- 2017 Ernennung zum „officier de l'ordre national de Burkina Faso“[9]
- 2019 Verleihung des Verdienstordens von Burkina Faso[10]
- 2020 Verleihung des Bundesverdienstkreuzes 1. Klasse am 31. August 2020 durch Staatsrätin Frau Almut Möller[11]
- 2022 Ernennung zum Paul-Harris-Fellow (Rotarier)

## Privates
Katrin Rohde ist zum Islam übergetreten, mit einem Burkinabe verheiratet und hat einen erwachsenen Sohn.

## Publikationen
- Mama Tenga – Mein afrikanisches Leben. Kiel: Nieswand, 2013, ISBN 3-89567-030-8.
- Dialog der Kulturen – Das drittärmste Land ist ein religiöses Paradies, erschienen 2006 in diversen Zeitungen des Schleswig-Holsteinischen Zeitungsverlags.[12]